# پاستور (بوئنوس آیرس)

پاستور شهری در بخش د لینکلن در شمال غربی استان بوئنوس آیرس آرژانتین است که توسط تاجر اسپانیایی دون مانوئل آنتونیو گارسیا تأسیس شد. پاستور سومین شهر از نظر اهمیت، بر اساس تعداد ساکنان در ناحیه لینکلن است. اقتصاد آن به‌طور مستقیم با فعالیت‌های کشاورزی منطقه اطراف آن مرتبط است.